# Fagonia boulosii
Fagonia boulosii är en pockenholtsväxtart som beskrevs av Hadidi. Fagonia boulosii ingår i släktet Fagonia och familjen pockenholtsväxter. Utöver nominatformen finns också underarten F. b. crameri.